# Julio Chiarini
Julio César Chiarini (Oliva, 4 marzo 1982) è un ex calciatore argentino, di ruolo portiere.

## Palmarès

### Club

#### Competizioni nazionali
- Torneo Argentino A: 1

Guillermo Brown: 2007

#### Competizioni internazionali
- Coppa Sudamericana: 1

River Plate: 2014
- Recopa Sudamericana: 1

River Plate: 2015
- Copa EuroAmericana: 1

River Plate: 2015
- Coppa Libertadores: 1

River Plate: 2015